# Ville-d’Avray
Ville-d’Avray – miejscowość i gmina we Francji, w regionie Île-de-France, w departamencie Hauts-de-Seine.
Według danych na rok 2012 gminę zamieszkiwało 11 027 osób, a gęstość zaludnienia wynosiła 3005 osób/km². Wśród 1287 gmin regionu Île-de-France Ville-d’Avray plasuje się na 774. miejscu pod względem powierzchni.
10 marca 1920 roku urodził się tu Boris Vian – pisarz, poeta, tłumacz i muzyk, jedna z najbarwniejszych postaci powojennego Paryża.

Położenie Ville-d’Avray w ramach aglomeracji paryskiej